# Rubus sieboldii
Rubus sieboldii är en rosväxtart som beskrevs av Carl Ludwig von Blume. Rubus sieboldii ingår i släktet rubusar, och familjen rosväxter. Inga underarter finns listade i Catalogue of Life.